# Kennecottschoorsteen

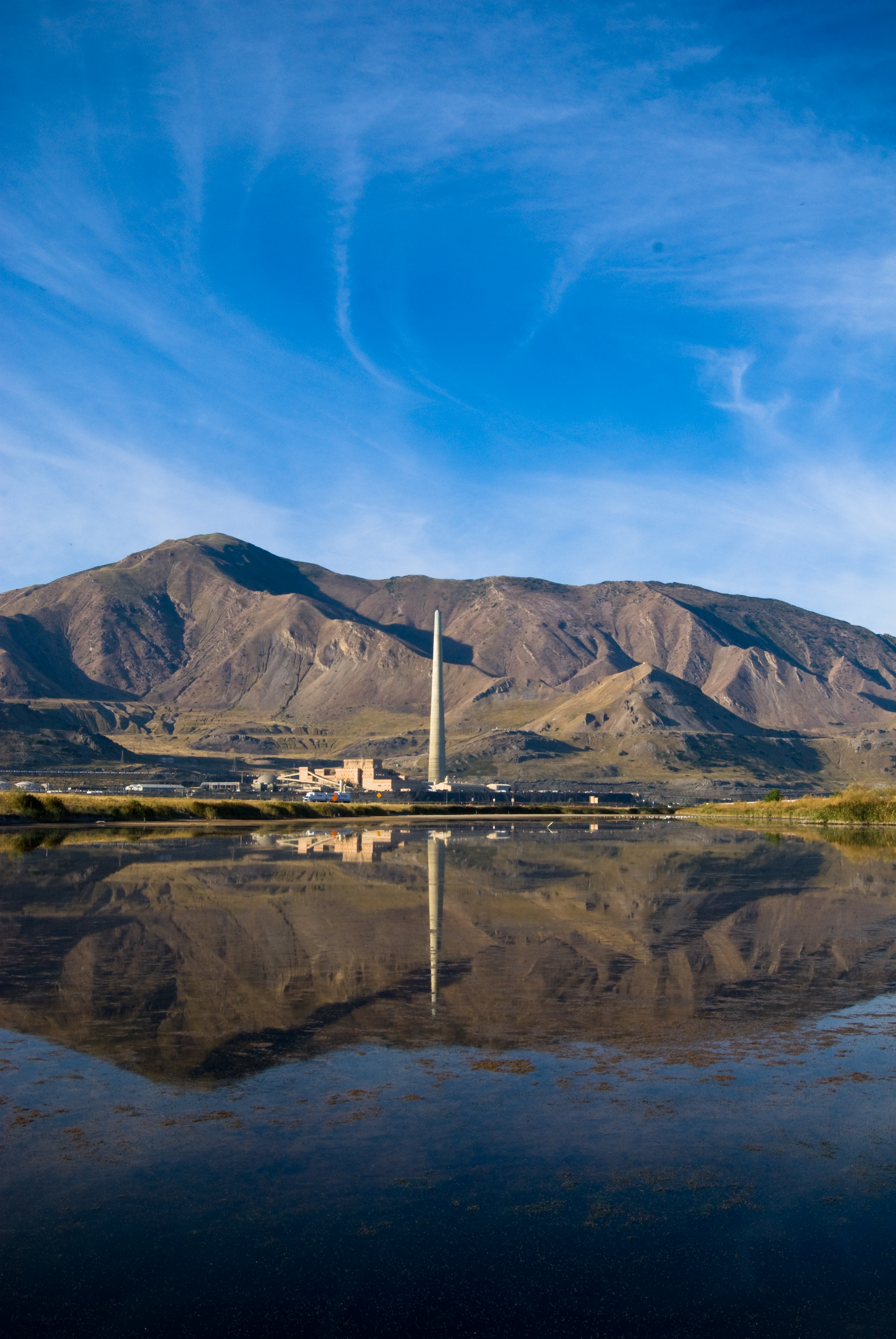
"Kennecott Smokestack"

De Kennecottschoorsteen is een 370,4 meter hoge schoorsteen vlak bij Tooele in de Amerikaanse staat Utah. De schoorsteen werd in de jaren 70 gebouwd om de rookgassen van de Kennecott-kopersmelterij over een groter gebied te spreiden. De wetgeving toen was dat schadelijke gassen uitgestoten mochten worden, als ze maar over voldoende oppervlakte verspreid werden.
In 1995 werd de smelterij grondig vernieuwd door de Finse firma Outokumpu, hetgeen de uitstoot drastisch verminderde. De oorspronkelijke schoorsteen bleef in gebruik, en de gefilterde zwaveldioxide wordt gebruikt voor de productie van zwavelzuur.
De schoorsteen is aan de basis 3.66 meter in doorsnede, de top is enkel voor onderhoudspersoneel toegankelijk met een dienstlift. De schoorsteen is de hoogste Amerikaanse vrijstaande constructie ten westen van de Mississippi.